# (3804) Drunina
(3804) Drunina (1969 TB2) – planetoida z grupy pasa głównego asteroid okrążająca Słońce w ciągu 4,93 lat w średniej odległości 2,9 j.a. Odkryła ją Ludmiła Czernych 8 października 1969 roku.